# Achiet-le-Grand
Achiet-le-Grand è un comune francese di 965 abitanti situato nel dipartimento del Passo di Calais nella regione dell'Alta Francia.

## Storia

### Simboli
Lo stemma è stato adottato dal comune verso il 1985 riprendendo l'arma della famiglia dei Diesbach Belleroche che furono gli ultimi signori di Achiet-le-Grand, a cui è stato sovrapposto in cuore l'emblema dei conti di Hornes.

## Società

### Evoluzione demografica
Abitanti censiti